# Pomnik Alpinistów w Katowicach
Pomnik Alpinistów w Katowicach – pomnik, znajdujący się w Katowicach, umiejscowiony na terenie Parku Kościuszki, w sąsiedztwie zabytkowego kościoła św. Michała Archanioła. Obelisk ten upamiętnia tragicznie zmarłych alpinistów – członków katowickiego Klubu Wysokogórskiego.
Idea powstania pomnika zrodziła się w środowisku katowickich wspinaczy jeszcze w latach 70. XX wieku, po tragicznej śmierci Henryka Furmanika w 1974 roku w kanadyjskich Górach Świętego Eliasza. Ostatecznie została zrealizowana w 2015 roku, a środki na wykonanie pomnika pochodziły ze zbiórki publicznej "Pasja Gór" oraz z dotacji z budżetu miasta Katowice. Autorem projektu był Bogumił Burzyński, a sam pomnik został odsłonięty w dniu 28 października 2015 roku. W uroczystości odsłonięcia uczestniczyli m.in. prezes Polskiego Związku Alpinizmu Janusz Onyszkiewicz, prezydent miasta Katowice Marcin Krupa oraz biskup Adam Wodarczyk, który dokonał poświęcenia obelisku.
Na pomniku umieszczone zostały nazwiska następujących zmarłych tragicznie w górach alpinistów:
- Henryka Furmanika, zmarłego w 1974 roku w Górach Świętego Eliasza w Kanadzie,
- Andrzeja Hartmana, zmarłego w 1983 roku w Himalajach (Ganesh II),
- Rafała Chołdy, zmarłego w 1985 roku w Himalajach (Lhotse),
- Jana Nowaka, zmarłego w 1988 roku w Himalajach (Bhagirathi),
- Mirosława Dąsala, zmarłego w 1989 roku w Himalajach (Mount Everest),
- Jerzego Kukuczki, zmarłego w 1989 roku w Himalajach (Lhotse),
- Tomasza Kowalskiego, zmarłego w 2013 roku w Karakorum (Broad Peak),
- Artura Hajzera, zmarłego w 2013 roku w Karakorum (Gaszerbrum I).